# Sphaeronella longipes
Sphaeronella longipes är en kräftdjursart som beskrevs av Hansen 1897. Sphaeronella longipes ingår i släktet Sphaeronella, och familjen Nicothoidae. Arten är reproducerande i Sverige.